# Velyka Oleksandrivka
Velyka Oleksandrivka (ukrajinsky Велика Олександрівка, rusky Великая Александровка – Velikaja Alexandrovka) je sídlo městského typu v Chersonské oblasti na Ukrajině. K roku 2024 v ní žilo přes šest tisíc obyvatel.

## Poloha a doprava
Velyka Oleksandrivka leží na levém, jihovýchodním břehu Inhulce, pravého přítoku Dněpru. Od Chersonu, správního střediska oblasti, je vzdálena přibližně 140 kilometrů severovýchodně.
Nejbližší železniční stanice je v obci Bila Krynycja zhruba deset kilometrů severně na trati spojující Apostolove se Snihurivkou.

## Dějiny
Obec vznikla v roce 1784 a až do roku 1804 se nazývala Novooleksandrivka (Новоолександрівка). Od roku 1923 byla správním střediskem Velykooleksandrivského rajónu.  Za druhé světové války byla v letech 1941–1943 okresním správním střediskem v Říšském komisariátu Ukrajina. Od roku 1956 má status sídla městského typu. Status správního střediska rajónu ztratila v roce 2020, kdy byl Velykooleksandrivský rajón sloučen do Beryslavského.
V roce 2022 byla obec v rámci ruské invaze na Ukrajinu v březnu obsazena ruskou armádou. Ukrajinská armáda ji dobyla zpět 4. října 2022 v rámci Chersonské protiofenzívy.